# François-Xavier Deniau
Pour les articles homonymes, voir Deniau.
François-Xavier Deniau, né le 4 mars 1955 à Neuilly-sur-Seine, est un diplomate français. Il est le petit-fils de Marc Deniau, fils de Xavier Deniau, homme politique, et le neveu de Jean-François Deniau, homme politique, diplomate et écrivain.

## Biographie
Il fréquente l'école primaire d'Ouzouer-sur-Trézée et le lycée de Gien. Ancien élève du prytanée national militaire, de l'École polytechnique (Promotion 75) et de l'École nationale d'administration (promotion Droits de l'Homme, 1979-1981), diplômé de l'École nationale de la statistique et de l'administration économique, il commence sa carrière de diplomate en 1981 et exerce diverses fonctions à Paris et à l'étranger : à l'ambassade de France en Italie (1984-1988), à la représentation permanente de la France auprès des Communautés européennes (1988-1992), à l'ambassade de France en Tunisie (1992-1995)
Il est conseiller diplomatique du ministre de l'Équipement, du Logement, des Transports et du Tourisme Bernard Pons entre 1995 et 1997, directeur adjoint du cabinet du ministre des Affaires étrangères Hervé de Charette en 1997, ambassadeur en République dominicaine et aux Bahamas (1998-2001), directeur de la stratégie de la Direction générale de la Sécurité extérieure au ministère de la Défense (2001-2005), ambassadeur, représentant permanent de la France auprès de l'Office des Nations unies et des organisations internationales à Vienne (Autriche) (2005-2009). Il a été de septembre à décembre 2009 chargé d'affaires ad interim à l'ambassade de France au Kosovo à Pristina. Il est nommé ambassadeur plénipotentiaire auprès de la Serbie du 25 août 2010 au 29 juillet 2014.
De 1997 à 2002, il était suppléant de son père Xavier Deniau, député RPR de la Quatrième circonscription du Loiret.
Il est depuis installé à Versailles. 
Il est expert des négociations économiques à la Commission européenne, et, suivant les traces de son père et son oncle a su concilier la défense des intérêts locaux, nationaux et internationaux avec ceux de la Défense tout court.